# Кенколат
Кенколат (каз. Кеңқолат) — село в Аягозском районе Абайской области Казахстана. Входит в состав Мынбулакского сельского округа. Код КАТО — 633471500.

## Население
В 1999 году население села составляло 371 человек (181 мужчина и 190 женщин). По данным переписи 2009 года, в селе проживало 198 человек (99 мужчин и 99 женщин).